# مقاطعة رينتري (فلم)
مقاطعة رينتري (بالإنجليزية: Raintree County) فيلم أمريكي صدر عام 1957، من إخراج إدوارد ديميتريك وبطولة مونتغومري كليفت، إليزابيث تايلور، إيفا ماري سانت ولي مارفين. قصة الفيلم مقتبسة من رواية بنفس الاسم للكاتب روس لوكريدج جونيور.

## روابط خارجية
- مقالات تستعمل روابط فنية بلا صلة مع ويكي بيانات